# Avatha roesleri
Avatha roesleri là một loài bướm đêm trong họ Erebidae.